# Roberto Lacalendola
Roberto Lacalendola (Torino, 30 giugno 1988) è un pilota motociclistico italiano, vincitore del campionato italiano classe 125 nel 2007.

## Carriera
Il suo più importante successo in campo nazionale è la conquista del titolo nel campionato Italiano Velocità del 2007 in classe 125: categoria in cui aveva gareggiato anche nelle stagioni precedenti, terminando 12° nel 2004, 16° nel 2005 e terzo nel 2006.
Già precedentemente aveva però partecipato alle competizioni internazionali del campionato Europeo Velocità, disputato nel 2004 e nel 2006; nella prima occasione, su una Aprilia aveva ottenuto la 16ª posizione, due anni più tardi si era classificato al 6º posto guidando una Honda.
Per quanto riguarda le competizioni del motomondiale ha fatto il suo esordio al GP d'Italia 2006, arrivando 23º sempre nella stessa classe. Nello stesso anno e nei due successivi ha partecipato ad altri 14 gran premi, senza riuscire però ad ottenere posizionamenti tali da ottenere punti validi per la classifica mondiale. Nelle ultime otto gare del motomondiale 2008 è stato sostituito dal team Matteoni Racing con Marco Ravaioli. Nella stessa stagione disputa due gare nel campionato italiano Supersport dove, in sella ad una Triumph totalizza quindici punti e chiude quattordicesimo.
Il 2009 lo vede rientrare nel campionato Italiano Velocità, iniziando a prendere contatto con le moto derivate dalla serie nella classe Superstock 1000 con una Ducati. Correndo solo quattro delle sei gare in calendario riesce comunque a salire sul podio nella gara svoltasi al Mugello e ad arrivare diciassettesimo con 20 punti nel campionato piloti.
Nel 2010 corre le prime quattro prove stagionali della Superstock 1000 FIM Cup con una Ducati 1098R del team SS Lazio Motorsport, salvo venire sostituito per le restanti gare del campionato prima da Domenico Colucci e poi da Lorenzo Zanetti. Nonostante non porti a termine la stagione, riesce comunque a classificarsi trentunesimo nella graduatoria di campionato con 3 punti. Nel 2012 è pilota titolare nel CIV Stock 1000 dove, in sella ad una Ducati, chiude diciannovesimo.

## Risultati nel motomondiale
| 2006 | Classe | Moto            |  |  |  |  |  |    |  |  |  |  |    |  |    |    |    |    |    |  | Punti | Pos. |
| ---- | ------ | --------------- |  |  |  |  |  | -- |  |  |  |  | -- |  | -- | -- | -- | -- | -- |  | ----- | ---- |
| 2006 | 125    | Honda e Aprilia |  |  |  |  |  | 23 |  |  |  |  | NE |  | 25 | 26 | 21 | NP | 34 |  | 0     |      |

| 2007 | Classe | Moto    |  |  |  |  |  |     |  |  |  |  |    |  |    |  |  |  |  |  | Punti | Pos. |
| ---- | ------ | ------- |  |  |  |  |  | --- |  |  |  |  | -- |  | -- |  |  |  |  |  | ----- | ---- |
| 2007 | 125    | Aprilia |  |  |  |  |  | Rit |  |  |  |  | NE |  | 25 |  |  |  |  |  | 0     |      |

| 2008 | Classe | Moto    |     |    |    |     |    |     |    |    |     |  |    |  |  |  |  |  |  |  | Punti | Pos. |
| ---- | ------ | ------- | --- | -- | -- | --- | -- | --- | -- | -- | --- |  | -- |  |  |  |  |  |  |  | ----- | ---- |
| 2008 | 125    | Aprilia | Rit | 20 | NP | Rit | 18 | Rit | 23 | 27 | Rit |  | NE |  |  |  |  |  |  |  | 0     |      |

| Legenda | 1º posto        | 2º posto            | 3º posto            | A punti      | Senza punti        | Grassetto – Pole position Corsivo – Giro più veloce |
| Legenda | Gara non valida | Non qual./Non part. | Ritirato/Non class. | Squalificato | '-' Dato non disp. | Grassetto – Pole position Corsivo – Giro più veloce |